# Корпачи (Сучава)
Корпачи (рум. Corpaci) насеље је у Румунији у округу Сучава у општини Замостеа. Oпштина се налази на надморској висини од 342 m.

## Становништво
Према подацима из 2002. године у насељу је живело 123 становника, од којих су сви румунске националности.